# 奥龍将
奥 龍将（おく たつまさ、1988年12月2日 - ）は、日本の実業家。株式会社スマイリーアース代表取締役社長。
大阪府泉佐野市上之郷出身。大阪体育大学浪商高等学校卒業。2011年、國學院大學文学部日本文学科卒業。國學院大學在学中、第87回東京箱根間往復駅伝競走大会に出場した。卒業後、家業のスマイリーアースを継ぎ、タオル製造に従事する。
2017年、「地球を汚さないタオル製造技術の開発」で、日本水大賞経済産業大臣賞を受賞。2018年、第7回ものづくり日本大賞受賞（経済産業大臣賞）、第1回在外公館長賞受賞（在ウガンダ共和国日本国大使館）を受賞。